# Melissa Ferrick
Melissa Ferrick (21 september 1970) is een Amerikaanse folkrock-singer-songwriter en -muzikant (gitaar, basgitaar, bugel, percussie) en professor aan de Northeastern University.

## Biografie
Ferrick groeide op in Ipswich (Massachusetts).  Haar vader John was een geliefde leraar op een openbare school, die daarnaast een aantal freejazzbands leidde. Als kind begeleidde Ferrick haar vader vaak naar clubs op de North Shore van Boston om de bands te zien spelen. Ze nam op 5-jarige leeftijd klassieke vioolles en wisselde daarna naar de piano. Op de basisschool en de middelbare school leerde ze de trompet en de bas bespelen. In totaal kreeg ze 12 jaar formele muziekopleiding, waarvan twee jaar aan het Berklee College of Music en het New England Conservatory of Music. Ferrick leerde zichzelf de akoestische gitaar spelen in Berklee en stopte na twee jaar met haar muziekcarrière.
Ferrick begon haar carrière met zingen en spelen in koffiehuizen in de New Yorkse stad. Ze kreeg veel publiciteit in 1991, toen ze op het laatste moment de openingsact verving voor de zanger Morrissey op tournee. Ze tekende vervolgens een platencontract met Atlantic Records en bracht in 1993 haar eerste studioalbum Massive Blur uit.
In 1996, zei ze in haar woorden - ging ze onderuit. Na ontnuchtering keerde ze terug naar de muziek en tekende ze bij het indie-label What Are Records?. Ferrick bracht de drie albums Made of Honor, Everything I Need en Freedom uit bij het label, de laatste geïnspireerd door The Velvet Rope van Janet Jacksons. Haar album Everything I Need uit 1998 werd genomineerd voor «Album of the Year» door de Gay & Lesbian American Music Awards (GLAMA)..
In 2000 richtte Ferrick haar eigen platenlabel Right On Records op. Het eerste studio-album dat op haar eigen label werd uitgebracht, was Skinnier Faster Live at the B.P.C. In the Eyes of Strangers, uitgebracht in oktober 2006, was het zesde album bij haar eigen label. Ferrick financierde de opnamekosten voor In The Eyes of Strangers gedeeltelijk met digitale downloads van akoestische versies van geselecteerde songs, die fans rechtstreeks via haar website konden kopen. Haar veertiende album Goodbye Youth kwam uit in september 2008. In het voorjaar van 2010 bracht ze het album Enough About Me uit met covers en kondigde ze plannen aan om later datzelfde jaar een album met origineel materiaal uit te brengen. 
Tijdens live-optredens begeleidt Ferrick zichzelf meestal op een Collings-OM3 SB akoestische gitaar. Ze heeft ook geëxperimenteerd met luspedalen en een scala aan begeleiding, waaronder met name koperblazers. 
Ferricks rigoureuze toerschema omvat over het algemeen meer dan 150 shows per jaar. Ze speelt solo-optredens in kleine tot middelgrote clubs en op talloze festivals, maar ook in grotere zalen, begeleid door een band. In 2007 trad ze op bij het Michigan Womyn's Music Festival en opende ze voor Ani Difranco. Haar nummer Drive van het album Freedom werd in de volksmond bekend als een lesbische hymne.
Haar muzikale inspiratiebronnen zijn Bruce Springsteen, The Pretenders, Rickie Lee Jones, Paul Simon, Earth Wind & Fire, Tori Amos, Radiohead, Dave Matthews en Joan Armatrading.

## Privéleven
Melissa Ferrick is openlijk lesbisch.

## Discografie
- 1993: Massive Blur
- 1995: Willing to Wait
- 1996: Made of Honor
- 1997: Melissa Ferrick +1 (live)
- 1998: Everything I Need
- 2000: Freedom
- 2001: Skinnier, Faster, Live at the B.P.C. (live)
- 2001: Valentine Heartache
- 2002: Listen Hard
- 2003: 70 People at 7000 Feet (live)
- 2004: The Other Side
- 2006: In the Eyes of Strangers
- 2006: Decade (video)
- 2007: Live at Union Hall (live)
- 2008: Goodbye Youth
- 2010: Enough About Me
- 2011: Still Right Here
- 2013: The Truth Is
- 2015: Melissa Ferrick